# Antonio Graner y Viñuelas
Antonio Graner y Viñuelas fue un pintor español del siglo XIX.

## Biografía

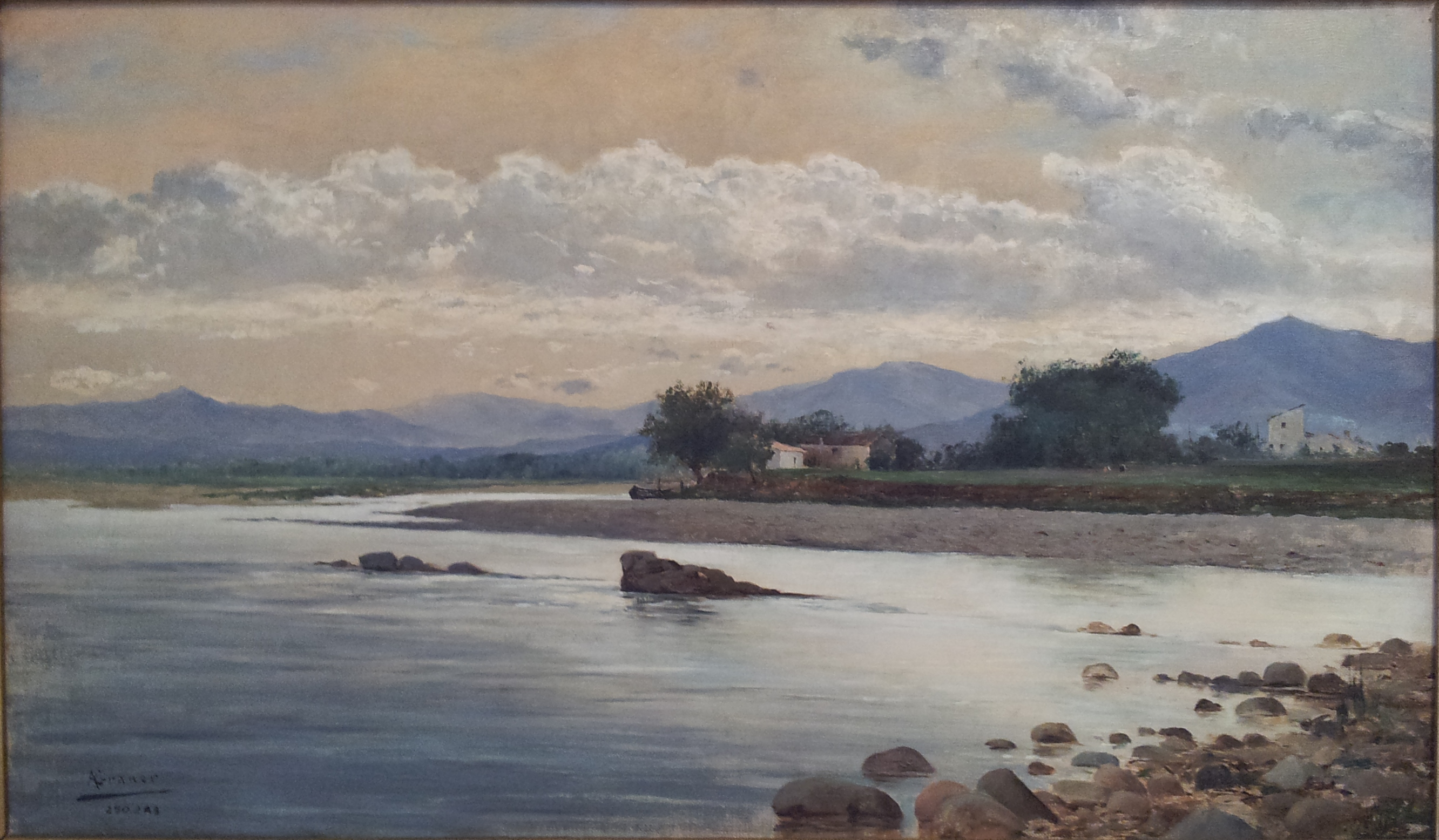
La barca, representando un tramo del río Ter (Museo de Arte de Gerona).

Pintor natural de Madrid, fue discípulo de Carlos de Haes y de la Escuela superior de Pintura, Escultura y Grabado. En las Exposiciones Nacionales celebradas en Madrid en 1876, 1878 y 1881 presentó los cuadros: Torrelodones, bajada a la presa del Guadarrama; Idem, orillas del Guadarrama; Orillas del Manzanares (Madrid); La Primavera: El Manzanares (Madrid), Un regalo de novios (estudio). En otras exposiciones posteriores en Madrid, de carácter particular, llevó obras como Orillas del Jarama; Riberas del Henares; La tarde; Paisaje (carbón); y Detalle de primavera. En 1882 hizo oposición a una plaza de pensionado en Roma, que obtuvo el señor Esteban, si bien el jurado calificador hizo presente en su propuesta al Gobierno que, de haber dos plazas, debiera darse una a Graner, a la vez que propuso la creación de una extraordinaria. De regreso a España fue catedrático de «dibujo lineal topográfico, de adorno y figura» en el Instituto de Gerona. El Museo del Prado conserva su paisaje Arroyo del Batán (Escorial), pintado hacia 1887. También se le documenta entre las décadas de 1910-1920 como catedrático en Valladolid.